# Leipoa ocellata
Il fagiano australiano (Leipoa ocellata Gould, 1840) è un uccello galliforme della famiglia Megapodiidae, endemico dell'Australia. È l'unica specie vivente del genere Leipoa.

## Descrizione
È un megapodide lungo circa 60 cm, con piumaggio prevalentemente grigio-brunastro e un'ampia banda nera sulla gola.

## Biologia

Sezione schematica di un tumulo di Leipoa ocellata

Il fagiano australiano depone le uova all'interno di tumuli formati da uno strato isolante di sabbia (spesso fino a un metro), una camera di incubazione delle uova e uno strato di materiale organico in decomposizione.
La costruzione del tumulo, opera del maschio, inizia in autunno con la creazione di una fossa larga sino a 5 metri e profonda un metro, che durante l'inverno viene riempita di ramoscelli e foglie secche. In primavera, grazie all'azione delle piogge, il materiale organico inizia a decomporsi e a sviluppare calore. Durante l'estate la femmina depone sino a 35 uova, una alla volta; il maschio le ricopre con uno spesso strato di sabbia isolante e le lascia in incubazione. La camera di incubazione è mantenuta alla temperatura costante di 33-34 °C, grazie al calore proveniente dal compost sottostante e all'apertura e chiusura di condotti nello strato di isolamento.
Alla schiusa delle uova i pulcini si fanno strada, scavando nella sabbia, sino alla superficie del tumulo; da subito sono in grado di muoversi tra la vegetazione, alla ricerca di cibo, senza alcuna cura genitoriale, e dopo 24 ore dalla schiusa sono in grado di volare.

## Distribuzione e habitat
Un tempo ampiamente diffusa in tutto il continente, la leipoa ocellata è presente in poche località dell'Australia Meridionale.
Il suo habitat tipico sono le garighe aride o semi-aride con boscaglie di Eucalyptus spp. e Acacia spp.

## Conservazione
La IUCN Red List classifica Leipoa ocellata come specie vulnerabile.